# Panam Serena
Panam Serena – хімічний танкер (хімовоз-продуктовоз), відомий аварією у італійському порту на Сардинії.

## Характеристики
Споруджений у 2003 році на стамбульській верфі Yardimici Shipyard на замовлення норвезької Clipper Group (на етапі будівництва мав назву Clipper Leander). 
Судно має 12 вантажних танків. 
Енергетична установка включає двигун MAN-B&W 6S35MC потужністю 4,44 МВт, який забезпечує пересування зі швидкістю до 14 вузлів.

## Аварія 2004 року
Всього за кілька місяців по своєму завершенні, у грудні 2003 року, танкер прийняв ву портах Роттердама та Дюнкерка вантаж бензолу (2091 тонна) та фракції С6 (6300 тонн). 31 грудня він став під розвантаження в Порто-Торрес на Сардинії, де зазначені продукти очікували на нафтохімічному комплексі, котрий включав установку фенолу та ацетону. 1 січня 2004-го, коли весь бензол та більша частина фракції С6 вже були вивантажені, на судні стались три потужні вибухи та почалась пожежа в зоні вантажних танків. При цьому один член екіпажу загинув, а ще один пропав безвісти.
Ліквідація аварії зайняла кілька днів, проте вже 6 січня порт зміг відновити свою роботу. Судно відбуксирували до іншого причалу, але установку фенолу були вимушені зупинити більш ніж на два місяці через пошкодження причального обладнання, яке забезпечувало прийом сировини та відвантаження готової продукції.
За місяць після аварії власник судна оголосив про недоцільність його відбудови та визнання повної конструктивної загибелі. Втім,  Panam Serena не потрапило на злам, а пройшло ремонт у грецькому порту Пірей. З 2009 року відновлений танкер експлуатується під назвою Starlet.